# Jász Dezső (hadtörténész)
Jász Dezső (született Lichtschein), álnevein: D. Cosma, Paul Jansen, D. Jonescu, Paul Kessler, Lestian, Juan de Pablo, (Nagykároly, 1897. december 15. – Berlin, 1981. október 11.) erdélyi magyar szerkesztő, író, dandárparancsnok, hadtörténész.

## Életútja

### Romániában
1919-ben munkatársa Franyó Zoltán lapjának, a Vörös Lobogónak. A Magyarországi Tanácsköztársaság alatt részt vett a 101. vörös gyalogezred szervezésében, az északi hadjáratban, Kassa visszafoglalásában, az utolsó tiszai áttörésben. A proletárdiktatúra leverése után emigrációba kényszerült, Csehszlovákiában részt vett a CSKP megalakításában, a Kassai Munkás című napilap munkatársa, majd meghívták Romániába, hogy az RKP Brassóban kiadott Világosság című magyar nyelvű központi lapját szerkessze. Az időközben betiltott lap helyett a marosvásárhelyi Előre szerkesztését vette át, majd ennek elhallgattatása után néhány időszaki kiadványt jelentetett meg Proletár című alatt. Szervezte az RKP külföldi illegális apparátusát, s 1925 és 1927 között az RKP KB képviselője volt a Balkáni Kommunista Föderáció elnökségében. Bukarestbe költözése után Bortnyik Sándor fametszeteivel s az emigráció jeles íróinak közreműködésével a Májusi Emléklap című kiadványt állította össze (1923). Ugyancsak Bukarestben indította meg a Munkás című pártlapot (1923. május 27. – 1924. április 9.), amely a bekapcsolódó írók, köztük Kahána Mózes, valamint a munkásriporterek és levelezők segítségével a román és magyar dolgozók összefogásának orgánuma lett. A lap betiltásával egy időben Jász Dezsőt megfosztották román állampolgárságától és kiutasították.

### Emigrációban

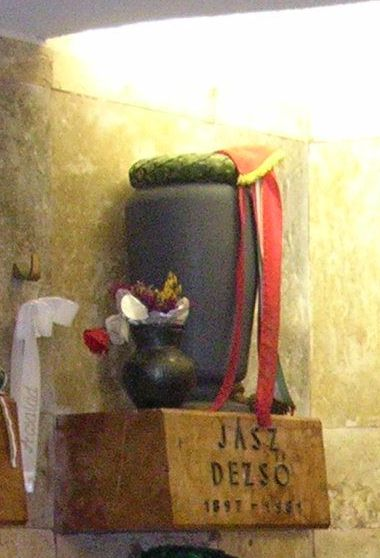
Hamvai a Fiumei úti sírkert Munkásmozgalmi Panteonjában

Emigrációs pályáján előbb Ausztriában, Németországban, Svájcban és Hollandiában töltött be párttisztségeket. A spanyol polgárháborúban a köztársasági hadsereg dandárparancsnoka, illetve hadműveleti főnöke, majd a francia ellenállási mozgalom egységparancsnoka. A második világháború után Berlinben letelepedve számos német, francia és spanyol nyelven, majd Budapesten magyarul megjelent munka szerzője.
A Fiumei úti sírkertben, a Munkásmozgalmi Panteonban nyugszik.

## Művei
- Tanácsmagyarországtól a Pireneusokig (1969)
- Budapesttől Budapestig (1971)
- Hispániában (1972)
- Hugenották, a XVI. századbeli Franciaország katolikus–protestáns háborúinak körképe (1974)
- A sok közül egy (emlékiratok, 1977)